# Peder Axelsen (Tott)

Ätten Thotts vapen

Peder Axelsson, död 1463, var en dansk präst. Han var äldste son till Axel Pedersson (Tott) och Cathrine Krognos. Han blev med stöd av furstefamiljen Gonzaga domprost  i Lund och prior i Dalby kloster. Han valdes 1460 till biskop i Odense, men fick icke valet stadfäst av påven.